# Договір про приєднання

Зміна кордонів Європейського Союзу у 1957-2020

Договір про приєднання, також договір про розширення — договір Європейського Союзу, що визначає умови, на яких держава-заявник стає членом Європейського Союзу. На додаток до Договору про приєднання підписується Завершальний акт про приєднання. В Завершальному акті фіксуються результати переговорів про приєднання й зокрема заяви й декларації сторін. У ньому також передбачаються додаткові заходи на період між підписанням і введенням договору в юридичну силу (набуття договором чинності), включаючи т.з умови перехідного періоду. Договір про приєднання є складовою частиною процесу розширення ЄС.

## Чинні договори про приєднання
Станом на середину 2021 року чинними договорами про приєднання були наступні:
- I Договір про приєднання 1972 року або Брюссельський договір, щодо вступу до ЄС: Королівства Данія, Республіки Ірландія й Сполученого Королівства Великої Британії та Північної Ірландії, а також Королівства Норвегія, яка не ратифікувала договір, і, відповідно, не приєдналася до Союзу; підписаний: 22 січня 1972 року; набув чинності: 1 січня 1973 року[2].
- II Договір про приєднання 1979 року або Атенський договір, щодо вступу до ЄС: Грецької Республіки; підписаний: 28 травня 1979 року; набув чинності: 1 січня 1981 року[3].
- III Договір про приєднання 1985 року або Мадрид-Лісабонський договір, щодо вступу до ЄС: Королівства Іспанія та Португальської Республіки; підписаний: 12 червня 1985 року; набув чинності: 1 січня 1986 року[4].
- IV Договір про приєднання 1994 року або Брюссельський договір, щодо вступу до ЄС: Республіки Австрія, Фінляндської Республіки й Королівства Швеція, а також Королівства Норвегія, яка не ратифікувала договір і не приєдналася до Союзу; підписаний: 26 липня 1994 року; набув чинності: 1 січня 1995 року[5].
- V Договір про приєднання 2003 року або Атенський договір, щодо вступу до ЄС: Чеської Республіки, Естонської Республіки, Республіки Кіпр, Латвійської Республіки, Литовської Республіки, Угорської Республіки, Республіки Мальта, Республіки Польща, Республіки Словенія та Словацької Республіки; підписаний: 16 квітня 2003 року; набув чинності: 1 травня 2004 року[6].
- VI Договір про приєднання 2005 року або Люксембурзький договір, щодо вступу до ЄС: Румунії та Республіки Болгарія; підписаний: 25 квітня 2005 року; набув чинності: 1 січня 2007 року[7].
- VII Договір про приєднання 2011 року або Брюссельський договір, щодо вступу до ЄС: Республіки Хорватія; підписаний: 9 грудня 2011 року; набув чинності: 1 липня 2013 року[8].

## Запропоновані договори про приєднання
| Країна                | Асоціація      | Набула чинності | Заявка          | Кандидат з      |
| --------------------- | -------------- | --------------- | --------------- | --------------- |
| Албанія               | 12 червня 2006 | 1 квітня 2009   | 28 квітня 2009  | 23 червня 2014  |
| Боснія та Герцеговина | 16 червня 2008 | 1 червня 2015   | 15 лютого 2016  | не є кандидатом |
| Грузія                | 27 червня 2014 | 1 липня 2016    | 3 березня 2022  | не є кандидатом |
| Косово                | 27 жовтня 2015 | 1 квітня 2016   | відсутня        | не є кандидатом |
| Молдова               | 27 червня 2014 | 1 квітня 2016   | 3 березня 2022  | 23 червня 2022  |
| Північна Македонія    | 1 квітня 2009  | 1 квітня 2004   | 22 березня 2004 | 17 грудня 2005  |
| Сербія                | 29 квітня 2008 | 1 вересня 2013  | 22 грудня 2009  | 12 жовтня 2011  |
| Україна               | 27 червня 2014 | 1 вересня 2017  | 28 лютого 2022  | 23 червня 2022  |
| Чорногорія            | 15 жовтня 2007 | 1 травня 2010   | 15 грудня 2008  | 17 грудня 2010  |

## Призупинені чи відмовлені пропозиції про приєднання
| Країна    | Заявка          | Відкликана/призупинена |
| --------- | --------------- | ---------------------- |
| Ісландія  | 17 липня 2009   | 12 березня 2015        |
| Норвегія  | 1962            | 1994                   |
| Швейцарія | 2 травня 1992   | 27 липня 2016          |
| Туреччина | 14 кквітня 1987 | 26 червня 2018         |